# 2C-T-2
2C-T-2 или 2,5-диметокси-4-этилтио-фенэтиламин — психотропное средство из группы фенилэтиламинов семейства 2C. Имеет сильное химическое сходство с веществом 2C-T-7 и сходным образом воздействует на психику человека, хотя оказывает заметно больше неприятных физических побочных эффектов. Очевидно, по этой причине 2C-T-2 не пользуется популярностью у потребителей немедицинских психоактивных веществ и торговцев, а потому практически не используется в рекреационных целях.
2C-T-2 используется в качестве энтеогена; в медицине он пока не нашёл применения. Впервые был получен Александром Шульгиным в 1981. Шульгин считает, что 2C-T-2 входит в «пятёрку лучших» фенэтиламинов (по показателям приемлемости и внутреннего богатства эффектов), наряду с 2C-T-7, 2C‑B, мескалином и 2C-E.

## Способы употребления и дозировка
Следует отметить, что эффекты большинства психоделиков, как указано в PiHKAL, слабо зависят от массы тела потребителя. Высказывалось даже предположение, что их дозировку следует рассчитывать на массу мозга (шутка). Так или иначе, стало общепринятой практикой приводить (и применять) дозы в абсолютных величинах.
2C-T-2 употребляется внутрь (перорально) и в виде инъекций.
- При употреблении препарата внутрь до наступления ожидаемого действия проходит период от одного до двух часов, в малопредсказуемой зависимости от принятой дозы, индивидуальных особенностей, и от приёма (а также количества и вида) пищи в предыдущие 2—3 часа. Такая длительная и вариабельная задержка часто неудобна. Кроме того, при этом многие эффекты препарата наступают неравномерно, и вообще, период неприятных эффектов (до того, как организм и психика полностью приспособятся к действию вещества) неоправданно затягивается. Поэтому многие предпочитают инъекционные формы употребления, несмотря на ассоциацию шприцев и инъекций с наркоманией.

В книге Шульгина для пероральной дозировки указан диапазон 12—25 мг. Следует, однако, учитывать, что Александр Фёдорович, как всегда, осторожничает, так что высшая доза (до появления серьёзных и неприятных побочных эффектов, лишающих опыт позитивного смысла) составляет порядка 40—50 мг перорально.
- После внутримышечной инъекции действие препарата развивается в течение 20 мин, а неприятные психические и физические эффекты проходят или компенсируются достаточно быстро, без развития негативной фиксации на них. Соответственно, длительность воздействия по сравнению с адекватной пероральной дозой сокращается на срок от одного до полутора часов. В/м дозировка лежит в диапазоне 15-30 мг[источник не указан 3416 дней].
- При внутривенной инъекции препарата действие развивается стремительно, за несколько минут, оставляя мало шансов адекватно к нему приспособиться. Возрастает и вероятность возникновения отрицательных физических эффектов. Ошеломляющее действие на психику вместе с прямым стимулирующим эффектом на сердечный ритм может быть очень опасно, особенно для немолодых людей. Такой способ применения 2C-T-2 не имеет заметных преимуществ и практически не употребляется; соответствующие дозировки не определялись и не исследовались.

## Длительность действия
Шульгин указывает для 2C-T-2 длительность действия 6—8 часов. Сроки действия, приводимые в PiHKAL, довольно условны; например, действие 2C-T-2 сильно ослабевает за час-два до окончания «срока действия по Шульгину», но в какой-то мере продолжается и по окончании этого срока. При применении более высоких пероральных доз (см.), действие может продолжаться до 10 часов и более. С другой стороны, при в/м введении низких доз, оно будет длиться короче, около четырёх часов.

## Сравнение с 2C-T-7
Более мягкое и укороченное действие составляет единственное преимущество 2C‑T‑2 по сравнению с 2C-T-7: длительное действие далеко не всегда желательно. В простейшем примере, может существовать необходимость выспаться перед рабочим днём; могут существовать другие дела, которые необходимо сделать, для начала протрезвев. Более сложный пример требует вспомнить о том, что не всегда психоделический опыт проходит гладко, есть опасность впасть в самоподдерживающийся цикл негативных переживаний (в простейшем случае, страха). На жаргоне это называется «бэд трип» (англ. bad trip). В случае с веществом длительного действия, типа ЛСД или ДОБ, жертва должна срочно выбираться из такого состояния или будет обречена на 20 или более часов кошмара, часто сильно напоминающего «пребывание в Аду». В случае же с веществом с коротким периодом действия, типа 2C-T-2 или 2C-B, человеку достаточно забиться куда-нибудь, где он будет чувствовать себя безопасно, и просто переждать 2—3 часа, после чего воздействие вещества спадет.

## Эффекты
Эффекты 2C-T-2 похожи на эффекты прочих психоделиков фенилэтиламинового ряда. Однако некоторые эффекты проявляются сильнее (и/или чаще), чем с другими веществами; они будут отмечены особо. Особую ценность тиофенэтиламинам придаёт их мощный интроспективный потенциал. Впрочем, согласно отчётам, и внешняя работа, особенно творческая, может сильно выиграть от их применения.

### Позитивные эффекты
- улучшение настроения, чувство благополучия;
- эмоциональная открытость;
- слабые визуальные эффекты (некоторые находили их похожими на псилоцибиновые, а некоторые — на мескалиновые);
- усиленное восприятие музыки;

Особенно сильно проявляются:
- глубокая интроспекция, возможность разрешить внутренние конфликты;
- глубокое погружение в эмоциональные отношения; возможность пересмотреть их, разрешить застарелые конфликты.

### Нейтральные эффекты
- мидриаз (расширение зрачков);
- изменение чувства времени;
- покраснение лица;

### Негативные эффекты
- мышечное напряжение
- тремор

Особенно сильно и/или часто проявляются:
- тошнота и рвота;
- диарея;
- чувство усталости;

Документированных случаев смерти после применения 2C-T-2 найти не удалось. Это не означает, что их не было вовсе или что таких документов не существует. По структурной аналогии с 2C-T-7 и 4-MTA, 2C-T-2 скорее всего является ингибитором МАО-А, в таком случае его применение совместно со стимуляторами может вызвать потенциально смертельный серотониновый синдром.

## Механизм действия
Механизм воздействия 2C-T-2 не был достоверно установлен, однако, можно с достаточной достоверностью предположить, что он тот же, что и в случае 2C-T-7 и других психоделиков триптаминового и фенэтиламинового ряда, а именно, происходит в результате агонистического воздействия на рецепторы серотонина (точнее, рецепторы 5HT2A).

## Правовой статус
В России производные 2,5-диметоксифенэтиламина, включая 2C-T-2, включены в список I перечня наркотических средств.